# Paardenmarkt (zandbank)
De Paardenmarkt is een zandbank in de Noordzee voor de kust van Knokke. In de 19de eeuw liepen schepen op weg naar de Scheldemonding hier regelmatig vast. Daarom werd in 1872 in de duinen bij Knokke een vuurtoren gebouwd. Na de Eerste Wereldoorlog werd op de Paardenmarkt een grote hoeveelheid ongebruikte munitie gedumpt. Het is er verboden te vissen of het anker uit te werpen. 

## Ligging
De zandbank Paardenmarkt ligt tussen de 300 en 1500 meter uit de kust van Knokke, op ongeveer twee kilometer ten oosten van de oostelijke strekdam van de Zeehaven van Brugge.

## Etymologie
De oudste vermelding van de Paardenmarkt komt voor in 1411. Het betrof een markt voor paarden op het voormalige eiland Wulpen. In 1377 verwoestte een stormvloed het grootste deel van het eiland en in de Allerheiligenvloed van 1570 verdween de rest onder de golven. Vanaf het begin van de 17e eeuw wordt op veel zeekaarten de naam Paardenmarkt gebruikt ter aanduiding van de ondiepte.

## Munitiedump
Na de Eerste Wereldoorlog bleven grote hoeveelheden ongebruikte munitie in België achter. Voor het opruimen werd de Service de la Récupération van het Belgische leger verantwoordelijk. Deze organisatie scheidde de achtergebleven munitie in chemische en conventionele granaten. Deze laatste werden in de directe buurt aan land gecontroleerd tot ontploffing gebracht. Voor chemische munitie was dit geen oplossing. Het risico dat gifdampen door de wind oncontroleerbaar zouden worden meegevoerd, was te groot. De chemische munitie werd opzijgelegd om naar zee te worden afgevoerd.
Veel van dit materiaal werd in zee gedumpt op de Paardenmarkt. Zes maanden lang voer een firma er dagelijks heen vanuit de Zeebrugse haven. Lange tijd ging men uit van een totale hoeveelheid van 35.000 ton. Op basis van de verhouding in munitiegebruik op het eind van de oorlog door de Duitse artillerie zou een derde daarvan bestaan uit granaten met gifgas. Dit waren echter schattingen, niet het resultaat van registraties bij de stortoperatie ter plaatse. Uit later onderzoek bleek dat de gedumpte munitie op de Paardenmarkt hoogstwaarschijnlijk vrijwel uitsluitend uit gifgasgranaten bestaat, in het bijzonder mosterdgas.
Bij de uitbreiding van de Zeebrugse haven in 1972 werd de zeestroming omgelegd en kwam een dikke sliblaag op het munitiestort te liggen. Door het zuurstofarme milieu is het risico op doorroesten beperkt maar niet onbestaand. Ook het stranden van een schip op de munitiekisten zou toxische stoffen kunnen vrijgeven, al dan niet na een explosie. Om dezelfde reden is het ruimen van de munitie niet zonder gevaar.
In 2019 werd waargenomen dat mosterdgas lekt uit deze munitiestortplaats.